# Kurt Huggler
Kurt Huggler (1945) è un dirigente sportivo ed ex sciatore alpino svizzero.

## Biografia

### Carriera sciistica
Sciatore polivalente originario di Mürren, Huggler debuttò in campo internazionale in occasione del trofeo Arlberg-Kandahar 1963 (Chamonix, 8-10 marzo), dove si classificò 11º nella discesa libera, 23º nello slalom speciale e 20º nella combinata; ai Mondiali di Portillo 1966, sua unica presenza iridata, si piazzò 21º nella discesa libera e 31º nello slalom gigante. In Coppa del Mondo esordì nella seconda gara della stagione inaugurale del circuito, il 6 gennaio 1967 a Berchtesgaden in slalom gigante (27º), ottenne il primo piazzamento a punti il 4 gennaio 1968 a Bad Hindelang nella medesima specialità (6º) e l'unico podio nella discesa libera disputata sulla Verte des Houches di Chamonix il 24 febbraio 1968, quando si classificò 2º dietro a Bernard Orcel.
Nel 1969 fu 2º nella discesa libera della 3-Tre di Madonna di Campiglio, dietro a Michel Dätwyler; nel 1970 vinse quella del Toni Mark memorial (Saalbach, 19 febbraio) e fu 2º in quella del Michel Bozon memorial (Chamonix, 28 febbraio). In Coppa del Mondo ottenne gli ultimi punti il 29 gennaio 1971 a Megève in discesa libera (9º), l'ultimo piazzamento due giorni dopo nelle medesime località e specialità (16º) e prese per l'ultima volta il via il 7 febbraio seguente a Mürren in slalom speciale, senza completare la sua ultima gara in carriera; non prese parte a rassegne olimpiche.

### Carriera dirigenziale
Dopo il ritiro dalle competizioni Huggler divenne organizzatore di varie gare sciistiche nella natia Mürren: fu a lungo presidente del comitato organizzatore della Inferno-Race e fece parte di quello delle gare dell'Arlberg-Kandahar.

## Palmarès

### Coppa del Mondo
- Miglior piazzamento in classifica generale: 23º nel 1968
- 1 podio (in discesa libera):
  - 1 secondo posto

### Campionati svizzeri
- 1 medaglia:
  - 1 argento (slalom gigante nel 1968[13])